# Meteorus autographae
Meteorus autographae är en stekelart som beskrevs av Muesebeck 1923. Meteorus autographae ingår i släktet Meteorus och familjen bracksteklar. Inga underarter finns listade i Catalogue of Life.